# La Hinojosa
La Hinojosa è un comune spagnolo di 314 abitanti situato nella comunità autonoma di Castiglia-La Mancia.